# Ramakien

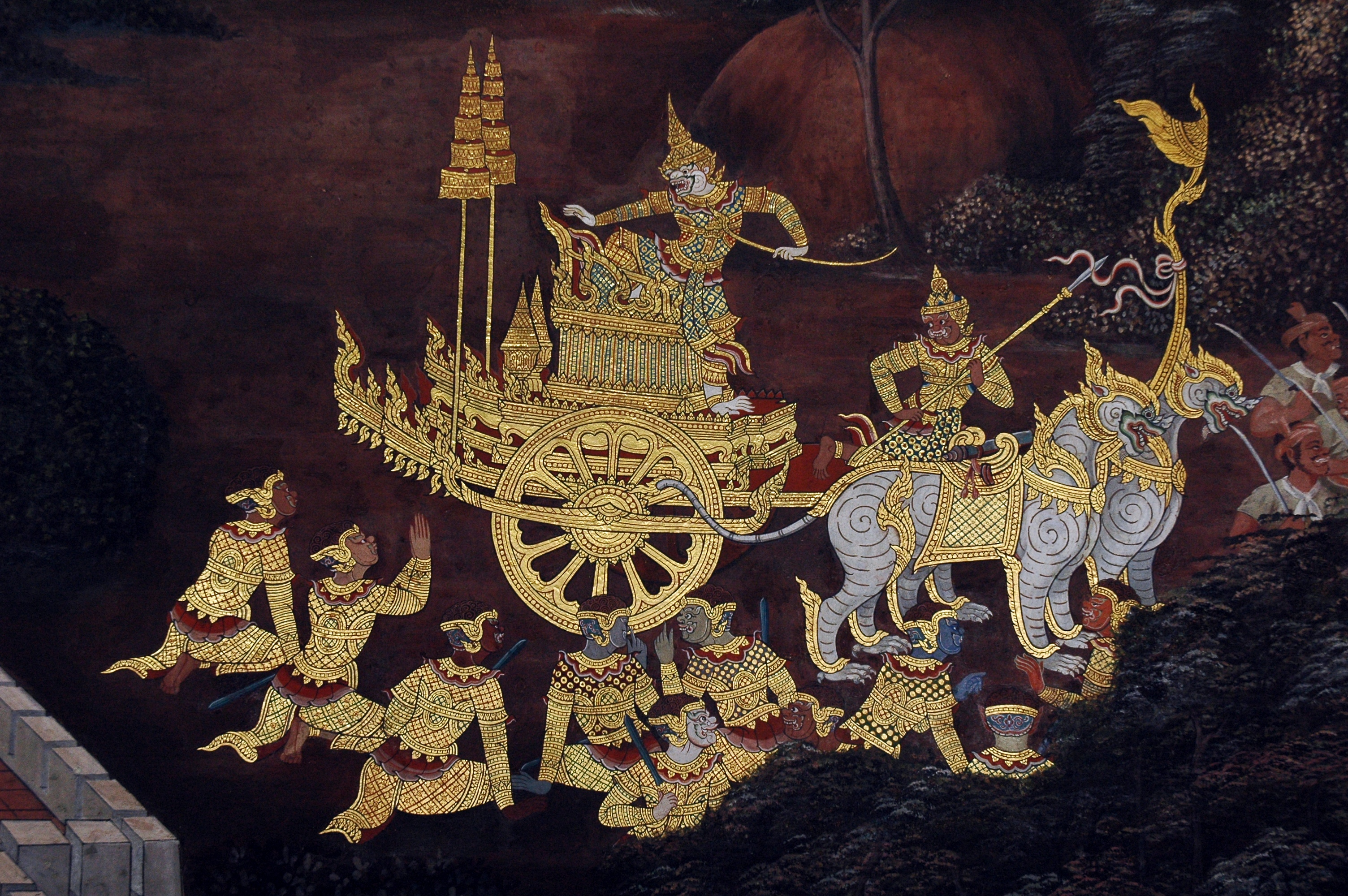
Een afbeelding met een scène uit de Ramakien in Wat Phra Kaew

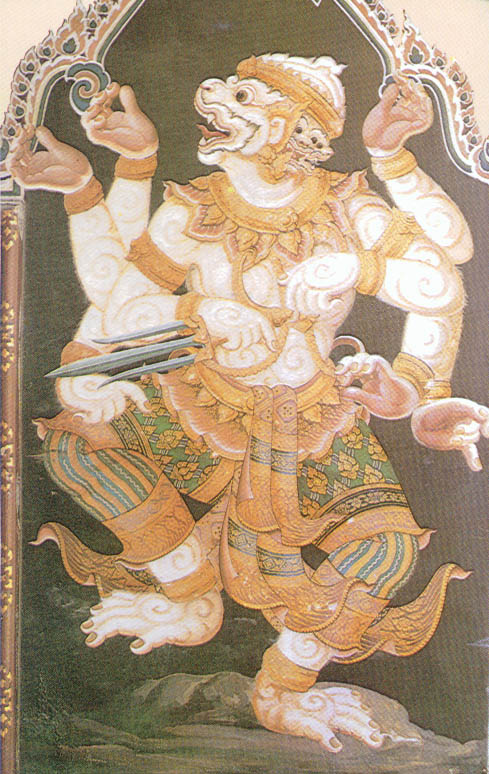
De apengod Hanoeman

De Ramakien is een Thaise epos over goed en kwaad. Het verhaal is gebaseerd op het Indiase Ramayana. De hoofdpersoon in de Ramakien is Rama, de ideale koning. Bijpersonen zijn Tosakan, de duivelse koning, Sita, de dochter van Tosakans gade, Lakshmana, de trouwe jonge broer van Rama en de witte aap Hanoeman.
Het epos is waarschijnlijk in de 15e eeuw bedacht, nadat de Thai Angkor hadden veroverd. Het epos werd veel gebruikt bij kunst en drama.
Vanaf 1782 heette elke koning Rama, dezelfde naam als de hoofdpersoon van het epos. Ook werd Ayutthaya, de toenmalige hoofdstad van het koninkrijk Ayutthaya, vernoemd naar een land in het epos, namelijk Ayodhya.

## Het verhaal
Rama, de troonopvolger van Ayodhya, wordt voor 14 jaar verbannen door de intriges van zijn stiefmoeder. Rama vertrekt met Sita, zijn vrouw, en Lakshmana, zijn broer. Sita wordt ontvoerd door de demonenkoning van Longka (Sri Lanka), genaamd Tosakan, naar een eiland hopend dat hij met Sita kan trouwen. De broers achtervolgen koning Tosakan en krijgen hulp van Hanoeman, de apengod. De apengod overtuigt de apenkoningen, Sukrip en Chompupan, om hun leger te sturen. De apenlegers bouwen van steen een weg door de zee en belegeren Longka. De apenlegers behalen vele overwinningen en verslaan het leger van Tosakan. Als alle legers van Tosakan verslagen zijn vecht Tosakan met Rama en verliest. Daarna kroont Rama zijn bondgenoot Piphek, de verbannen broer van Tosakan, tot koning van Longka en gaat zelf terug naar het koninkrijk Ayodhya om het te regeren.

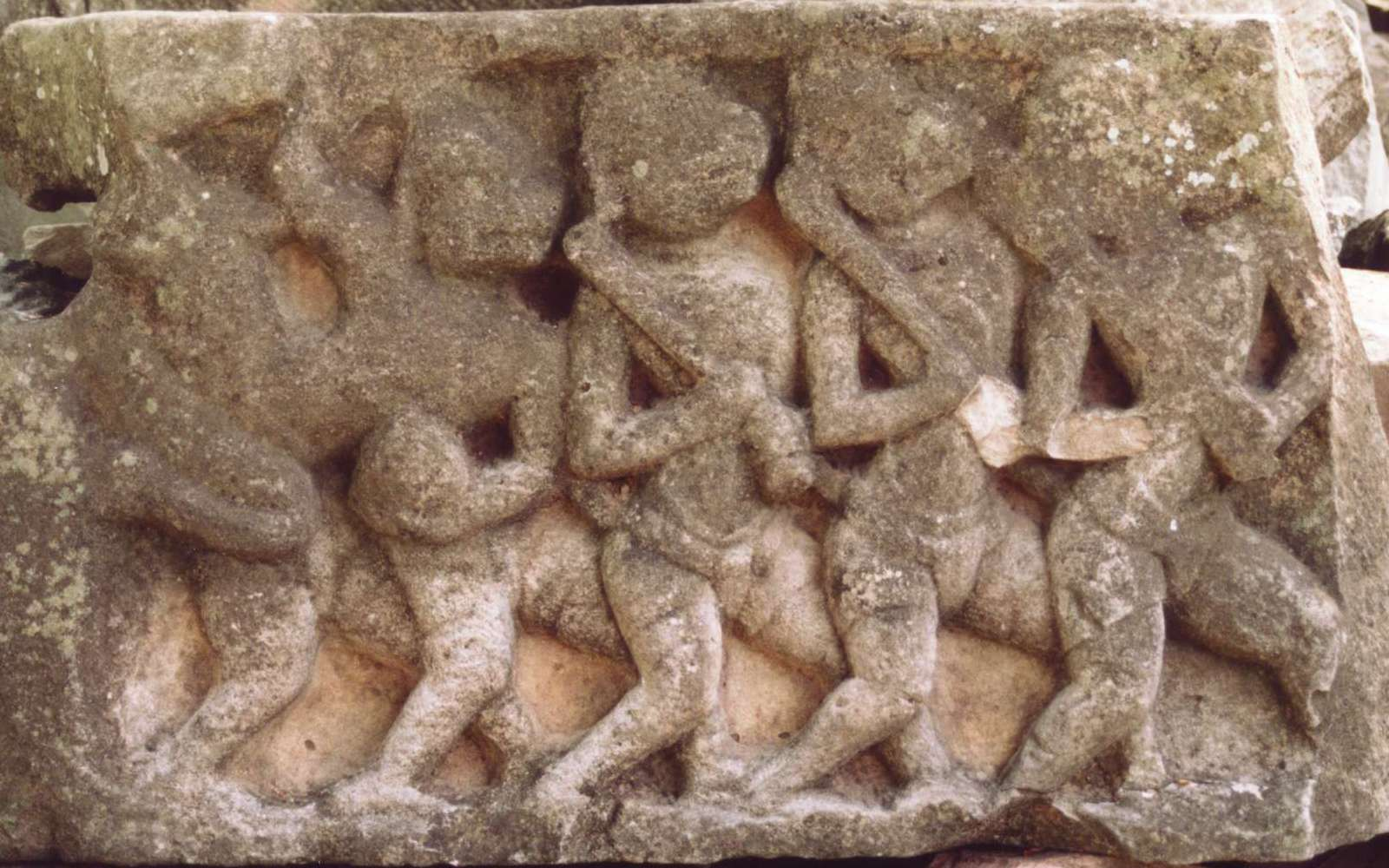
Het apenleger